# Die Herrin von Atlantis (1949)
Die Herrin von Atlantis (Originaltitel: Siren of Atlantis, Alternativtitel: Atlantis the Lost Continent) ist ein in Schwarzweiß gedrehter US-amerikanischer Fantasy- und Abenteuerfilm aus dem Jahr 1949. Der Film mit María Montez in der Hauptrolle ist die dritte Adaption von Pierre Benoits Roman L’Atlantide (deutsch: Atlantis, auch: Die Königin von Atlantis).

## Handlung
Der französische Fremdenlegionär André St. Avit ist der einzige Überlebende einer Rettungsexpedition, die mit der Suche nach dem verschollenen Sahara-Forscher François Masson beauftragt war. In einer Rückblende schildert André seinen Vorgesetzten die zurückliegenden Ereignisse.
Der Forscher Masson ist überzeugt, dass sich durch Kontinentalverschiebungen in dem Sahara-Gebirge Ahaggar Reste des untergegangenen Sagenreichs Atlantis befinden könnten. Als seine Expedition nicht zurückkehrt, werden die Legionäre André St. Avit und Jean Morhange mit vier Begleitern als Rettungsmannschaft ausgesandt. Nachdem sie sich in einem Sandsturm verirrt haben und in einen Hinterhalt von Tuareg geraten sind, werden André und Jean als einzige Überlebende in das Reich der atlantischen Königin Antinea verschleppt. Dort treffen sie auch auf eine Gruppe von Europäern, Angehöriger früherer Expeditionen, denen der Aufenthalt in Antineas Reich gestattet wird. Blades, der Sprecher der Gruppe, schwärmt von der Schönheit der Königin, verhehlt aber nicht ihre Grausamkeit. So pflegt Antinea ihre Liebhaber, nachdem sie ihrer überdrüssig ist, in Gold eingießen zu lassen. Die Legionäre sind empört, als sie erfahren, dass sich Masson unter ihren Opfern befindet. Kurz darauf lädt Antinea André zu sich, indem sie ihm ein Amulett zukommen lässt. Während André Antinea verfällt, versucht Jean, gemeinsam mit der Tänzerin Tanit zu fliehen. Die Flucht misslingt, Tanit begeht aus Furcht vor ihrer Bestrafung Selbstmord. Jean beleidigt im Zorn die Königin, die daraufhin mit Blades Hilfe eine Intrige einfädelt und Jean gegenüber André als ihren neuen Liebhaber ausgibt. André ermordet Jean in einem Anfall von Eifersucht und flieht aus Antineas Reich. In der Wüste wird er, dem Tode nahe, von einem Flugzeug entdeckt und zurück in die Garnison gebracht.
André beendet seine Erzählung, der niemand Glauben schenkt. Als ihm kurz darauf ein gefangener Tuareg ein Schmuckstück aus Antineas Besitz überreicht, macht er sich erneut auf die Suche nach dem Reich der Königin. Ohne Begleiter und Führer an seiner Seite kommt er in der Wüste ums Leben.

## Hintergrund
Die Herrin von Atlantis war Montez’ erster Film nach Verlassen des Filmstudios Universal. Die Rolle des André übernahm ihr Ehemann Jean-Pierre Aumont. Produzent Seymour Nebenzahl hatte bereits 1932 die zweite Leinwandversion von Benoits Roman produziert. Verschiedene Quellen geben – neben dem im Vorspann genannten Gregg G. Tallas – Arthur Ripley und John Brahm als Regisseure an.
Die Herrin von Atlantis startete im Januar 1949 in den amerikanischen und am 15. August 1952 in den deutschen Kinos.

## Kritik
„Die Geschehnisse in Atlantis sind alles andere als aufregend. […] Die Besetzung ist in endloses Palaver verstrickt, das kaum als anregend bezeichnet werden kann. Dasselbe gilt für die Leistungen der Hauptdarsteller. […] Die Theorie, dass Atlantis von einem Ozean verschlungen wurde, erscheint nach Ansicht [dieses Films] verständlicher.“

„Ein überspannter fantastischer Abenteuerfilm.“